# Gouania ulmifolia
Gouania ulmifolia là một loài thực vật có hoa trong họ Táo. Loài này được Hook. & Arn. mô tả khoa học đầu tiên năm 1833.